# 微缩胶片

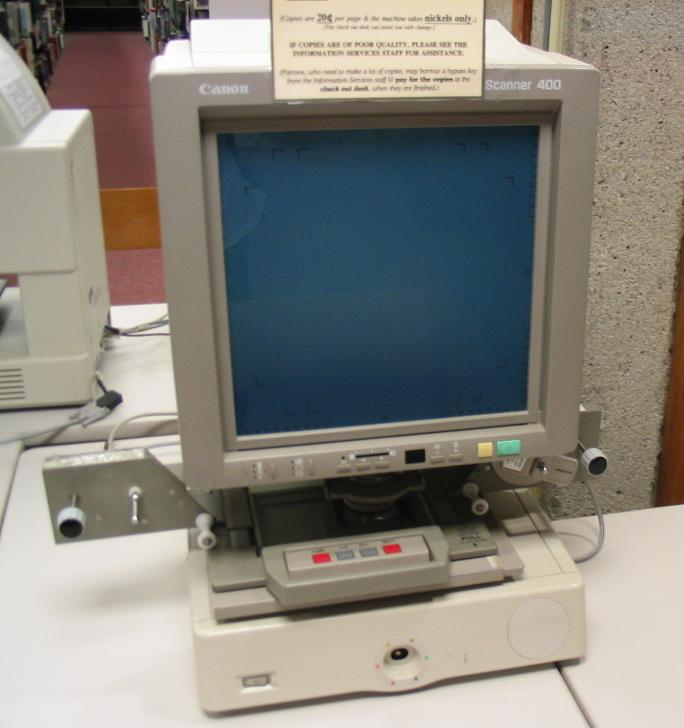
微缩胶片閱讀機

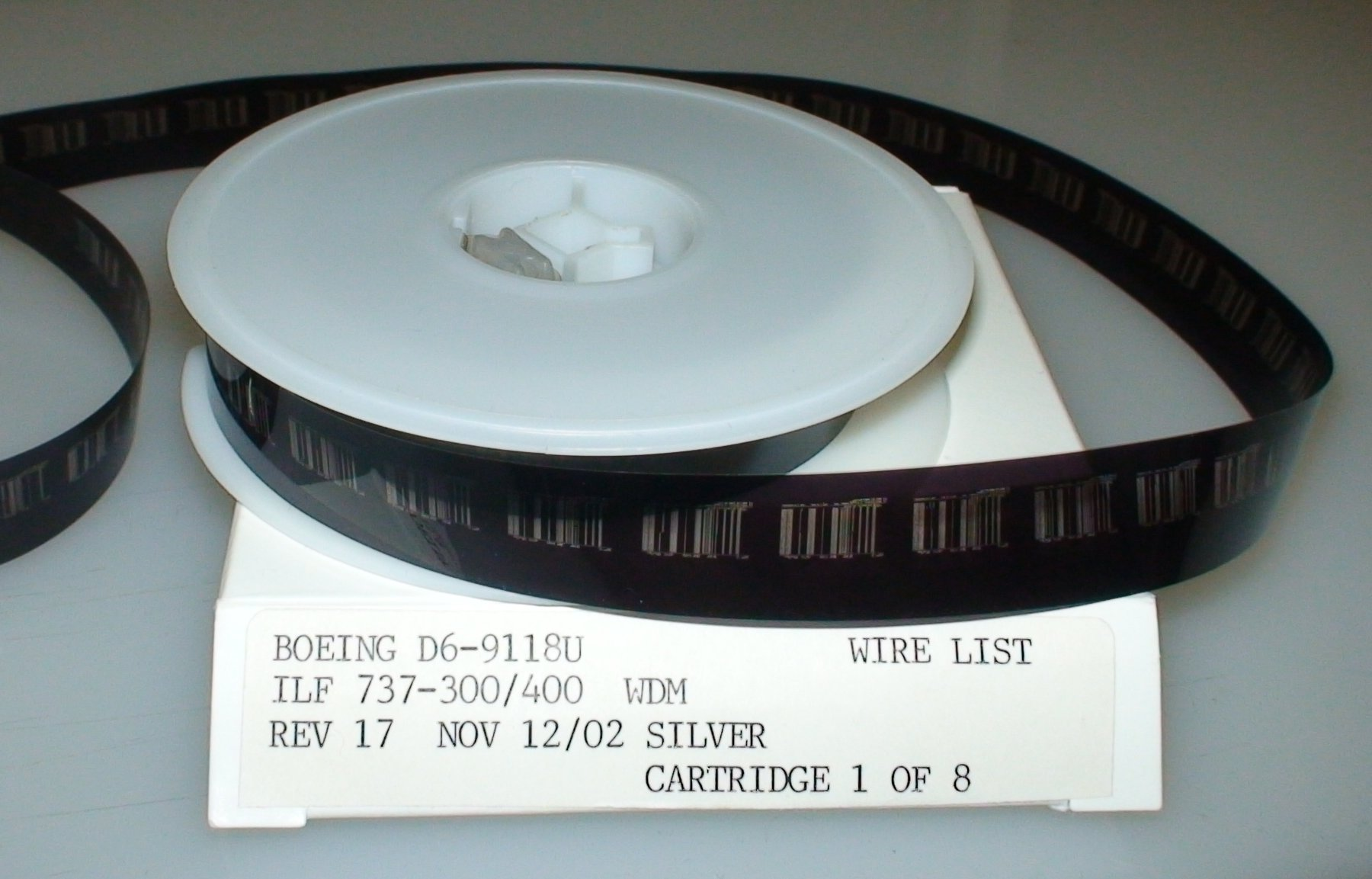
微缩胶片

微縮膠片，是數碼相機時代之前的當代科技產物，人類利用膠卷攝影技術，複製书籍、報紙、雜誌等出版物上的文字和圖片之类，汇集制作为一个小胶片。该胶片有16-mm和35-mm两种型号。
因为以當時的科技極限，微缩胶片比原物可以保存較長的时间，便于查阅，方便分类。此种方法大量的应用于以前的图书馆、档案馆等机构中。
雖然數碼相機盛行，許多圖書館等機構因製作微縮膠片繁複為由而不再使用，但事實上不少機構因其膠片保存與兼容性，仍然加以應用。

## 材料与规格
微缩胶片通常是用聚酯制成，也有的用乙酰代替。
16-mm 的微缩胶片的微缩标准：1:20, 1:24, 1:32, 1:40, 1:42, 1:48, 1:96
35-mm 的微缩胶片的微缩标准：1:7.5, 1:10.5, 1:14.8, 1:21, 1:29.7

## 保存
微缩胶片在温度21 °C，湿度50 %下可以至少保存500年。

## 取代品
隨著現代數碼技術的發展，膠卷和微缩胶片逐漸被淘汰，因為閱讀微缩胶片，必須借用參考圖書館內的特製儀器 － 櫃式膠卷機。它在購買、維修、貯藏上的成本很貴。現今科技中，取代微縮膠片的產品是數碼攝影、PDF等。
但新加坡政府為了防止已電子化的檔案因儲存裝置及檔案格式迅速變遷，而無法由未來的電腦所讀取及處理，除了電子化以外仍繼續使用微縮膠片保存重要的政府檔案。